# Manoir de la Ville ès Vents
Le manoir de la Ville ès Vents est un édifice situé à Guégon en France.

## Localisation
Le manoir est situé sur le territoire de la commune de Guégon, au lieu-dit la Ville ès Vents, dans le département du Morbihan en région Bretagne.

## Description
Le manoir date des XVIe et XVIIe siècles, logement en rez-de-chaussée, logis principal à un et deux étages carrés, élévation à travées, construit en moellons sans chaîne en pierre de taille de granite. Toiture à longs pans couverte d'ardoises, pignons couvert et découvert, croupe. Escalier hors-œuvre, escalier à vis sans jour.

## Historique
Manoir mentionné au XVIe siècle à François Bureau. Logement daté 1579. Logis principal construit en 1649 (porte la date) et dans la deuxième moitié XVIIe siècle.
Le manoir appartient maintenant depuis 2022 à la famille GICQUEL 
Il est inscrit à l'inventaire général du patrimoine culturel.